# ورود به جو مریخ

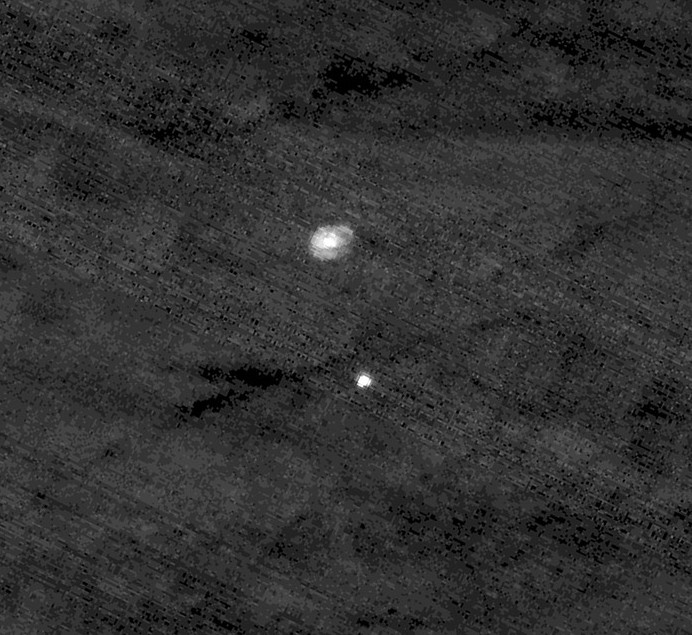
HiRISE image from Mars Reconnaissance Orbiter of Mars 2020 while descending via parachute on February 18, 2021.

ورود به جو مریخ با سرعت زیاد برای یک فضاپیما و برخورد آن به جو مریخ منجر به ایجاد پلاسمای CO2-N2 می‌شود؛ در تضاد با ایجاد O2-N2 که در برخورد با اتمسفر زمین تولید می‌شود. روند ورود به جو مریخ تحت تأثیر تابش دی‌اکسید کربن داغ CO2 و گردوغبار معلق در هوای مریخ قرار می‌گیرد. شیوه‌های ناوبری پرواز برای ورود، کاهش ارتفاع و فرود شامل سیستم‌های گرفت هوایی، مافوق صوت، سرعت فراصوت و ساب‌سونیک است.